# Antoine-Marie Peyre
Pour les articles homonymes, voir Peyre.
Antoine-Marie Peyre (1770-1843) est un architecte français.

## Biographie

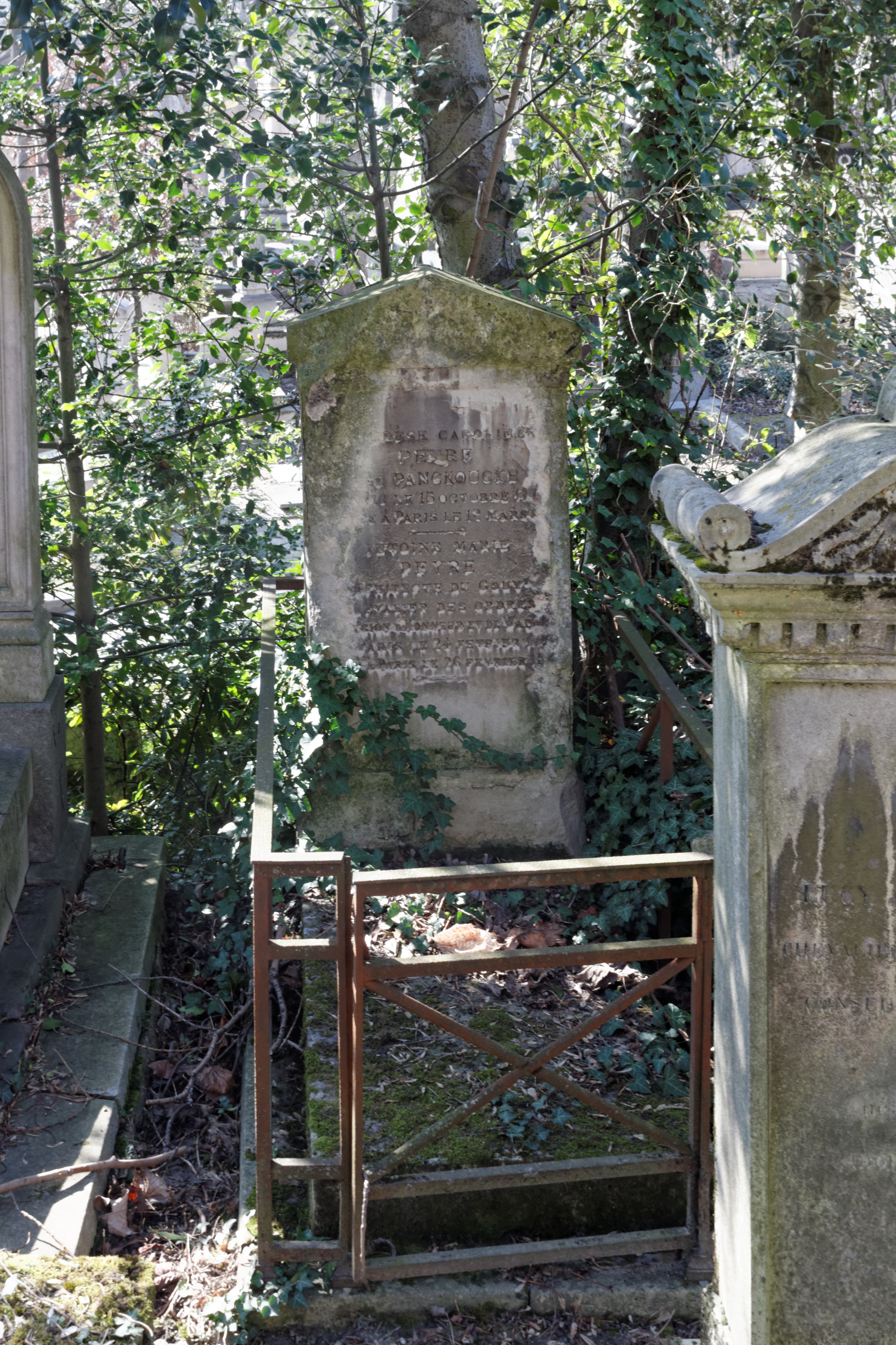
Tombe au cimetière du Père-Lachaise.

Né à Paris le 4 février 1770, fils de Marie-Joseph Peyre, et neveu d'Antoine-François Peyre. Il reçut leurs leçons et celles de MM. Boulée et Regnard, architecte du roi.
Antoine-Marie Peyre fut architecte du gouvernement, chevalier de la Légion Honneur et de l’ordre de Saint-Vladimir de Russie. Il fut notamment membre des sociétés royales de Lille, des prisons, d’encouragement, et du jury d’architecture.
Il a formé de nombreux élèves.
Il a été nommé membre du Conseil des bâtiments civils en 1830.
Antoine-Marie Peyre a failli périr victime de son amour pour les arts, en s’opposant à la mutilation des sculptures de l’arc de triomphe de la place du Carrousel, au mois de février 1831.
Antoine-Marie Peyre est mort le 26 février 1843 à Paris et est inhumé au cimetière du Père-Lachaise (17e division).
Son buste fut taillé dans le marbre par Louis-Marie Guichard, et exposé lors du Salon de 1831.

## Réalisations
Ses principaux travaux, comme constructions, sont, à Paris :
- Le musée des monuments français (1795) ;
- Le théâtre de la Gaîté (1800) ;
- L'ancien marché Saint-Martin (1812-1816) ;
- Les abattoirs de la ville de Lille (1823) ;
- L’aménagement de la Conciergerie, à Paris : il a ainsi exécuté, en 1824 et 1827, les restaurations des voûtes intérieures du Palais de justice, et de la partie latérale de cet édifice, sur le quai de l’Horloge.

Antoine-Marie Peyre avait été chargé antérieurement de la restauration du château de Maison, construit par Maulard, et du château d’Écouen, destiné à l’établissement des filles de la Légion d’Honneur.

## Projets non réalisés

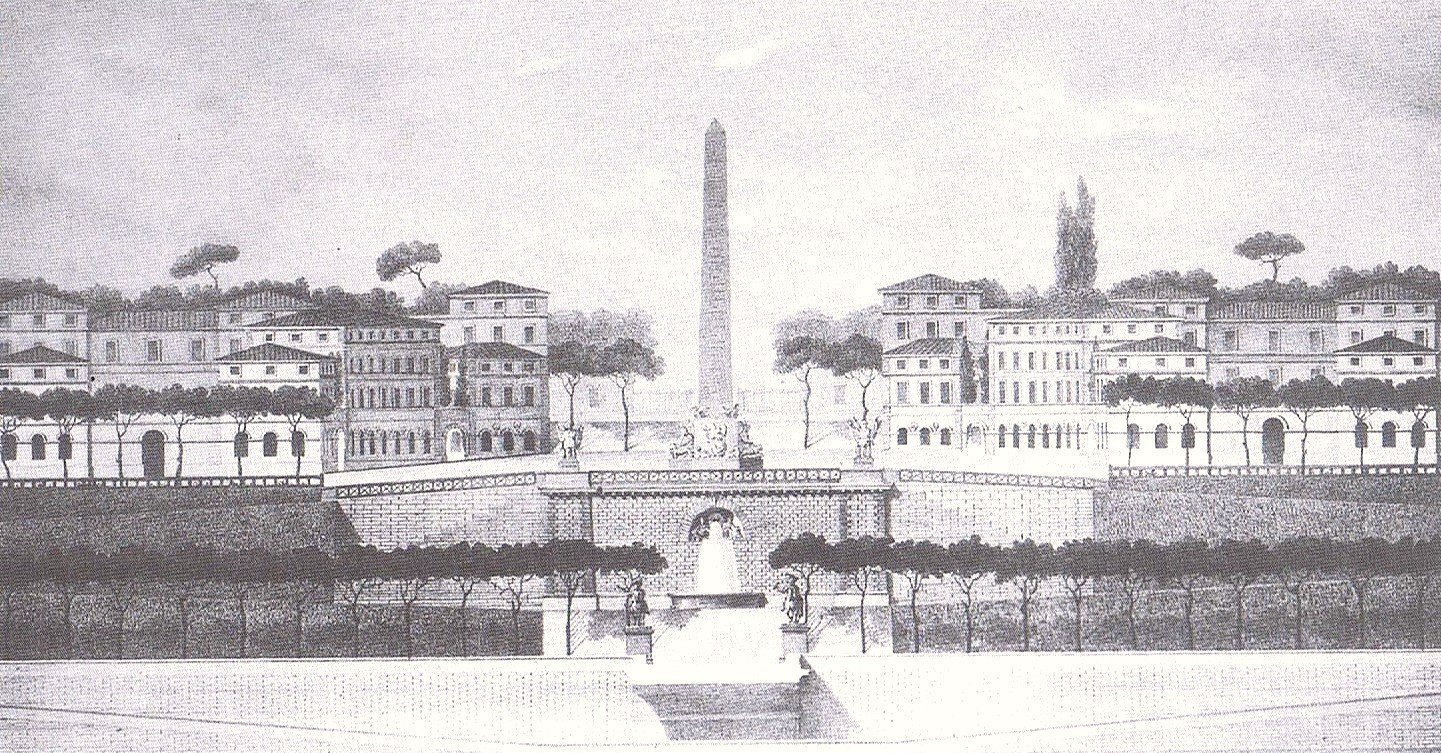
Aménagement de la colline de Chaillot (1824).

Plusieurs projets de cet artiste n'ont pas été réalisés. Il s'agit de projets pour :
- un monument pour la Légion-d’Honneur, dans l’emplacement de la nouvelle église de la Madeleine, et qu’on devait appeler Temple de la Gloire, projet qui remporta le troisième grand accessit dans le concours ouvert à ce sujet par l’Institut (1804) ;
- la construction d'une ville Trocadéro, à élever sur les hauteurs de Chaillot, en face l’École militaire, avec édification d'un obélisque célébrant la prise du fort de Trocadéro par le duc d'Angoulême en 1823 et de casernes pour abriter trois bataillons de la garde royale (1824) ;
- l’École vétérinaire d’Alfort ;
- le Palais de l’industrie, au Conservatoire national des arts et métiers ;
- la construction d'un obélisque du pont Neuf ;
- la restauration de l’Odéon, après le deuxième incendie qui le ravagea.

## Ouvrages
- Antoine-Marie Peyre, Considérations sur la nécessité de rétablir l'Académie d'architecture et un système d'administration qui puisse concilier à la fois la gloire de l'art et les intérêts du Gouvernement, Paris, Vve Agasse, 1815.
- Antoine-Marie Peyre, Projets de reconstruction de la salle de l'Odéon par Peyre fils, architecte du gouvernement, avec les plans originaires de la salle du Théâtre-Français par MM. Peyre l'aîné et de Wailly, architectes du roi, Paris, F. Didot, 1819.
- Antoine-Marie Peyre, Projet général de restauration, d'agrandissement et d'isolement du Palais de justice, Vve Agasse, 1836.

## Source
- Charles Gabet, Dictionnaire des artistes de l’école française au XIXe siècle, 1834.
- Académie d’architecture, Dépouillement du bulletin de la Société centrale des architectes.
- Adolphe Lance, Dictionnaire des architectes français, Paris, Morel, 1872.
- Charles Bauchal, Nouveau dictionnaire biographique et critique des architectes français, Paris, Librairie générale de l’architecture et des travaux publics, 1887.